# Miroslav Žahour
Miroslav Žahour (30. ledna 1921 – 20. prosince 1978) byl český a československý vysokoškolský pedagog, politik Komunistické strany Československa a poslanec Sněmovny lidu Federálního shromáždění za normalizace.

## Biografie
K roku 1971 se profesně uvádí jako tajemník Ústavu marxismu-leninismu Univerzity Palackého v Olomouci. Na této škole se za počínající normalizace v roce 1969 podílel na politických a profesních útocích proti reformně orientovaným učitelům. V září 1969 se stal členem dočasné komise pro řízení vnitřního života strany na univerzitě.
Ve volbách roku 1971 zasedl do Sněmovny lidu (volební obvod č. 123 - Olomouc, Severomoravský kraj). Ve FS setrval do konce funkčního období, tedy do voleb roku 1976.